# Defenders
Els Defenders (literalment Defensors) és un grup de superherois amb membres canviants que apareixen als còmics americans publicats per Marvel Comics. Se solen presentar com un "no grup" de superherois individuals que, en les seves aventures prèvies, són coneguts per seguir les seves pròpies agendes. L'equip sovint lluita contra amenaces místiques i sobrenaturals.
La seva encarnació original va ser dirigida pel Doctor Strange i incloïa Hulk, Namor i, més puntualment, Silver Surfer. Van aparèixer per primera vegada com a Defenders a Marvel Feature núm. 1 (desembre de 1971), abans de rebre el seu propi títol, The Defenders, el 1972.
El grup va tenir una formació irregular des del 1972 fins al 1986, amb Dr. Strange i Hulk normalment membres constants juntament amb una sèrie d'altres pilars com Valkyrie, Nighthawk, Hellcat, Gargoyle, Beast, Son of Satan i Luke Cage, i molts altres membres temporals. La publicació es va retitular cap al final de la sèrie com The New Defenders, però no va incloure cap dels membres originals i només Valkyrie, Beast i la Gàrgola dels antics membres de llarga durada. El concepte es va modificar a la sèrie 1993–95 Secret Defenders, en què el Dr. Strange reunia diferents equips per a cada missió individual. L'equip original es va reunir en una sèrie de curta durada del 2001 de Kurt Busiek i Erik Larsen. El 2005 Marvel va publicar una minisèrie de cinc números amb la formació clàssica de J. M. DeMatteis, Keith Giffen i Kevin Maguire. El desembre de 2011, l'escriptor Matt Fraction i l'artista Terry Dodson van llançar una sèrie Defenders amb una barreja de membres clàssics i nous, que va durar 12 números.
Una minisèrie de televisió The Defenders es va estrenar el 2017 a Netflix, amb l'equip format per Daredevil, Jessica Jones, Luke Cage i Iron Fist.

## Història de la publicació
L'origen dels Defenders es troba en dos arcs de la història creuats de Roy Thomas abans de la fundació oficial de l'equip. El primer, a Doctor Strange núm. 183 (novembre de 1969), Sub-Mariner #22 (febrer de 1970) i The Incredible Hulk #126 (abril de 1970) es va produir a causa de la cancel·lació de la sèrie Dr. Strange enmig d'un arc narratiu, i Thomas no va tenir més remei que resoldre la història en altres sèries que escrivia. A la història, el Dr. Strange forma equip amb Sub-Mariner i Hulk per protegir la Terra de la invasió d'éssers interplanars Lovecraftians coneguts com els Undying Ones (Els que no moren) i el seu líder, el Namless One (Sense nom). Barbara Norriss, més tard l'amfitriona de la Valkyirie, apareix per primera vegada en aquesta història. En el segon arc, que apareix a Sub-Mariner núm. 34–35 (febrer-març de 1971), Namor demana l'ajuda de Silver Surfer i Hulk per aturar un experiment de control meteorològic potencialment devastador, alliberant sense voler una petita nació insular d'un dictador i enfrontant-se als Venjadors sota el nom de "Titans Three".
Els defensors van aparèixer per primera vegada com a serial a Marvel Feature núm. 1 (desembre de 1971), on els membres fundadors es van reunir per lluitar contra l'alienígena Yandroth i es van mantenir com a equip després. L'editor Stan Lee, que volia escriure personalment totes les històries de Silver Surfer, havia demanat a altres escriptors que no fessin servir el personatge, i va suggerir que Thomas utilitzés Doctor Strange. Thomas també ha especulat que Lee va inventar el nom de l'equip: "Els 'Defenders' és un nom massa passiu per al meu gust. Prefereixo noms més agressius com els 'Venjadors' o els 'Invasors', així que probablement Stan va idear aquest". A causa de la popularitat de la seva prova a Marvel Feature, Marvel aviat va començar a publicar The Defenders amb Steve Englehart escrivint i Sal Buscema encarregat del dibuix a llapis, mentre Thomas es va traslladar al seient de director. Malgrat l'edicte continuat de Lee sobre l'ús del Silver Surfer, va aprovar la presentació d'Englehart per incloure el Silver Surfer a la història.
Valkyrie es va presentar a l'equip al número 4 (febrer de 1973). Englehart va escriure el crossover "The Avengers–Defenders War" a The Avengers núm. 116–118 (octubre-desembre de 1973) i The Defenders núm. 9–11 (octubre-desembre de 1973), deixant The Defenders després perquè "no volia seguir fent els còmics de dos equips al mateix temps". Len Wein va escriure breument la sèrie i va presentar personatges com Alpha the Ultimate Mutant  i The Wrecking Crew. Wein també va afegir Nighthawk al repartiment perquè, segons les seves paraules, fer-ho "em donava un personatge amb qui jugar que no tenia molta història anterior... [un] personatge que podia fer qualsevol cosa que volgués sense preocupar-me de com afectaria qualsevol altre títol en què pogués aparèixer aquest personatge".
Steve Gerber va treballar per primera vegada en els personatges de Giant-Size Defenders núm. 3 (gener de 1975) i es va convertir en l'escriptor del títol principal amb el número 20 el mes següent. Va escriure la sèrie fins al número 41 (novembre de 1976). Part de l'obra de Gerber era reviure personatges oblidats; va portar de tornada tres personatges anteriors a Marvel, ara organitzats com els Headmen, així com els Guardians of the Galaxy. Els Defenders van conèixer Howard the Duck de Gerber a Marvel Treasury Edition núm. 12 (1976).
A causa de la ràpida successió de directors en cap de Marvel, una breu etapa dirigida per Gerry Conway va acabar sobtadament a mitjan producció del núm. 45. David Anthony Kraft i Roger Slifer es van oferir voluntaris per escriure la sèrie, però el número 45 no tenia una trama escrita, després d'haver estat dibuixat per Giffen després d'una explicació de Conway. Kraft i Slifer no van poder posar-se en contacte ni amb Conway ni amb Giffen, i per tant van haver de deconstruir la trama de Conway a partir dels dibuixos sense paraules.
La carrera de David Anthony Kraft com a escriptor va incloure "The Scorpio Saga" (núm. 46, 48–50) i la història de "Xenogenesis: Day of the Demons" (núm. 58–60). La història de "Defenders for a Day" (Defensors per un dia) als números 62–64 va veure desenes de nous sol·licitants que intentaven unir-se als Defenders, així com una sèrie de dolents que intentaven presentar-se com a membres dels Defenders per confondre les autoritats i el públic mentre cometien robatoris. Kraft i l'artista Ed Hannigan van explicar alguns dels antecedents de la Valquíria a The Defenders núm. 66–68 (desembre de 1978 – febrer de 1979). A petició de Kraft, Hannigan va ajudar a escriure el número 67, però va trobar que no podia gestionar tant l'escriptura com l'art alhora, i així va passar a ser només l'escriptor de la sèrie des del següent número.
Steven Grant va escriure una conclusió de la sèrie Omega the Unknown de Steve Gerber en dos números de The Defenders, al final dels quals van morir la majoria dels personatges de la sèrie original. Tot i que Gerber semblava descontent amb la conclusió de Grant, tanmateix va lligar els extrems solts de la sèrie de còmics, i és considerat "canònic" per Marvel.
L'escriptor J. M. DeMatteis es va fer càrrec de la sèrie amb el núm. 92. Ell i Mark Gruenwald van coescriure The Defenders núm. 107–109 (maig-juliol de 1982), que va resoldre els punts restants de la trama de la història de Valkyrie de Kraft i Hannigan publicada tres anys abans.

### The New Defenders
A partir del número 125, The Defenders es va retitular The New Defenders, ja que els quatre membres originals (Doctor Strange, Silver Surfer, Hulk i Namor) es veuen obligats a abandonar l'equip, en resposta a una profecia alienígena que afirmava que aquests quatre, operant com a grup, serien els responsables de destruir el món. Mentre que The Beast reforma l'equip com un equip oficial de superherois amb autorització governamental.
DeMatteis es va quedar només durant sis números de The New Defenders abans de lliurar-lo a l'escriptor Peter Gillis, la tirada del qual va estar marcada per històries més curtes i personals. Gillis va explicar: "Havia estat treballant per un temps a Marvel, i estava constantment buscant més feina, i concretament una sèrie pròpia. Així que quan vaig saber que DeMatteis marxava de Defenders, estava a l'oficina de [editor] Carl Potts com un tret, i vaig aconseguir la tasca".
Tot i que la sèrie va seguir sent un èxit modest durant l'etapa de la sèrie Gillis/Perlin, es va cancel·lar per fer lloc al programa de producció de Marvel per a la línia New Universe. L'últim número va ser The New Defenders #152. Al número final, diversos membres (Gargoyle, Moondragon i Valkyrie), més aliats (Andromeda, Manslaughter i Interloper) aparentment moren en batalla amb el Dragon of the Moon (Drac de la Lluna) que controla a Moondragon. La resta de membres mutants abandonen l'equip per unir-se a X-Factor. Gillis ha afirmat que matar els altres membres del grup va ser una directiva de l'equip editorial per alliberar els membres supervivents per al seu ús a X-Factor, assenyalant que poc després va reviure diversos d'aquests membres aparentment morts en números de Solo Avengers, a Strange Tales vol. 2 #5–7, seguit dels números 3–4 de la sèrie rellançada Doctor Strange, Sorcerer Supreme.

### The Return of the Defenders
El 1990, el trio original es va reunir a The Incredible Hulk #370–371, en què es va revelar que la profecia era un engany. Aleshores, els membres originals es van reunir amb Silver Surfer en una història titulada The Return of the Defenders que transcorre a The Incredible Hulk Annual #18, Namor the Sub-Mariner Annual #2, Silver Surfer Annual #5 i Dr. Strange, Sorcerer Supreme Annual #2.

### Secret Defenders
El 1993, Marvel va intentar reviure la marca "Defenders" com "The Secret Defenders". El nou equip va aparèixer per primera vegada, extraoficialment, a Dr. Strange núm. 50 i posteriorment en Fantastic Four núm. 374, abans de ser presentat oficialment a Secret Defenders núm. 1. La premissa de la sèrie originalment era que el Doctor Strange organitzaria diversos equips d'herois per a determinades missions, amb ell com a líder. Els membres van incloure Wolverine, Darkhawk, Spider-Woman, Spider-Man, Hulk, Nomad i Ghost Rider entre altres. Això va durar els primers mesos del títol, abans que Doctor Strange fos eliminat de la sèrie, a causa que el personatge va ser reassignat a la línia "Midnight Sons" de Marvel. Després d'un arc on el superdolent Thanos va organitzar un equip de "Defensors Secrets" per a una missió, el lideratge dels Defensors Secrets va passar al Doctor Druid i la pròpia sèrie va abandonar la rotació a favor del Druid i els Cognoscenti. La sèrie es va cancel·lar amb Secret Defenders núm. 25.

### Reunion i The Order
El 2001–02, els Defenders es van reunir a Defenders (vol. 2) núm. 1–12 creat per Kurt Busiek i Erik Larsen, seguit immediatament per The Order núm. 1–6, en què Yandroth va manipular Gaea perquè "maleïssin" els quatre defensors principals (Doctor Strange, el Sub-Mariner, Hulk, i Silver Surfer) de manera que fossin cridats per grans crisis. Aquests membres van ser controlats mentalment per Yandroth per formar l'"Order" (l'Ordre) que dominava el món; una vegada que l'Order va ser alliberat d'aquest control pels seus companys herois (inclosos els seus companys d'equip Hellcat, Nighthawk i Valkyrie), els Defenders es van dissoldre aparentment. El 2011 es va publicar un número de complement entre aquestes dues sèries.

### Minisèrie de 2005
Una minisèrie de cinc números de Defenders es va estrenar amb data de portada de juliol de 2005, per Keith Giffen, J. M. DeMatteis i Kevin Maguire, amb el Doctor Strange intentant reunir els quatre defensors originals per lluitar contra Dormammu i Umar. Aquesta sèrie se centra principalment en l'humor, ja que els personatges passen la major part del temps discutint i criticant-se entre ells.

### The Last Defenders
El 2008, Joe Casey va escriure una nova minisèrie amb una nova formació de Defenders, arran de les conseqüències de "Civil War". Nighthawk volia un equip format per antics Defenders com Hellcat i Devil Slayer però Tony Stark (Iron Man) pren la decisió de seleccionar altres herois per a l'equip. La formació està liderada per Nighthawk, amb Blazing Skull, Colossus i She-Hulk com a membres. Els Defenders són assignats a Nova Jersey en virtut de la Fifty State Initiative, perquè la proximitat a la ciutat de Nova York exigeix herois més experimentats dels que es poden reclutar a les files de Camp Hammond. L'equip es dissol per incompetència, però Richmond finalment funda un equip fora de la Iniciativa amb el Son of Satan, She-Hulk, Krang i Nighthawk (l'agent de SHIELD Joaquin Pennyworth). L'equip reapareix a la minisèrie Vengeance (2011).

### The Offenders
A la sèrie de Hulk de 2009 (números 10-12), Red Hulk reuneix un equip de superdolents anomenat Ofenders, que inclou el Baron Mordo, Terrax i Tiger Shark.

### Fear Itself: The Deep
Durant la història de "Fear Itself" de 2011, el Doctor Strange forma una nova versió dels Defenders amb Lyra (filla d'Hulk en una realitat alternativa), Namor, Loa (una estudiant dels X-Men) i el Silver Surfer per enfrontar-se a Attuma que s'ha convertit en Nerkkod, Breaker of Oceans. A l'últim número apareixen molts antic defenders.

### Sèrie de 2011
Marvel va llançar una nova sèrie Defenders el desembre de 2011, escrita per Matt Fraction i dibuixada per Terry Dodson. El nou títol inclou Doctor Strange, Red She-Hulk, Namor, Silver Surfer i Iron Fist. La nova sèrie segueix la reunió dels defenders a Fear Itself: The Deep. Durant la batalla contra els Death Celestials, els personatges Black Cat, Nick Fury i Ant-Man s'uneixen a l'equip. La sèrie es va cancel·lar al número 12. Tot i que la profecia suposadament és un engany, la història central de la sèrie implica una reunió dels quatre defensors originals que desencadena una cadena d'esdeveniments que condueixen a la destrucció de l'univers. En el número final, Strange canvia el passat perquè el retrobament no succeeixi mai, esborrant així tots els esdeveniments de la sèrie.

### The Fearless Defenders
El febrer de 2013 va debutar The Fearless Defenders, una sèrie escrita per Cullen Bunn amb il·lustracions de Will Sliney. Bunn va dir que havia volgut escriure la sèrie, que se centra en un nou equip de Valkyrior, liderat per Valkyrie i Misty Knight, després d'escriure Fear Itself: The Fearless. Se li va suggerir que hauria de funcionar com a títol dels defenders, però Bunn va explicar que més enllà del nom hi ha "poca connexió" amb els grup.

### Sèrie de 2017
L'agost de 2017, Marvel va llançar una nova sèrie de còmics de Defenders protagonitzada per Daredevil, Jessica Jones, Luke Cage i Iron Fist, basada en l'encarnació de l'equip de Netflix.
Durant la història de "Secret Empire", es va veure als Defensors lluitant contra els dolents que estaven en un alborotament pel que va passar a Pleasant Hill. Van ser derrotats quan Nitro va explotar.

### The Best Defense
El 2018 es va veure una nova història encreuada de cinc parts que va implicar els quatre clàssics membres de l'equip. Publicada durant tot el desembre, la trama inclou números independents tots subtitulats "The Best Defense" (La millor defensa) a Immortal Hulk, Namor, Doctor Strange i Silver Surfer que culmina amb un número final sota la bandera de The Defenders. Anunciats el 24 d'agost de 2018, els equips creatius eren respectivament:
- Immortal Hulk escrita per Al Ewing i il·lustrada per Simone Di Meo
- Namor escrita per Chip Zdarsky i il·lustrada per Carlos Magno
- Doctor Strange escrita per Gerry Duggan i il·lustrada per Greg Smallwood
- Silver Surfer escrita i il·lustrada per Jason Latour
- The Defenders escrita per Al Ewing i il·lustrada per Joe Bennet.

### Sèrie de 2021
L'agost de 2021, Marvel va llançar una nova sèrie Defenders. Escrita per Al Ewing amb art de Javier Rodríguez, aquesta nova versió de l'equip compta amb Doctor Strange, Silver Surfer, Masked Raider, Red Harpy i Cloud.

### Defenders: Beyond
Després d'un missatge des de més enllà de la tomba del Doctor Strange, es forma un nou equip amb Blue Marvel, America Chavez, Taaia (la mare de Galactus), Tigra i Loki (una variant del Déu de l'engany) per fer front a una nova amenaça còsmica.

## En altres mitjans

### Televisió
- Els defenders apareixen a l'episodi de The Super Hero Squad Show "Invader From the Dark Dimension!", com un grup format per Doctor Strange, Valkyrie, Hulk, Thor i Silver Surfer.
- Una encarnació temporal alternativa dels defenders apareix a l'episodi "Planet Doom" d'Avengers Assemble, format per Clint Barton/Bullseye, Sam Wilson/Snap, Peter Parker/Slinger, Frank Castle, Natasha Romanoff/Black Bride, Tony Stark i Bruce Banner . Aquesta versió del grup serveix com l'únic equip d'herois del món després que el Doctor Doom impedeixi la formació dels Venjadors i s'apoderi del món.
- Els defensors apareixen en una sèrie homònima de Marvel Netflix, formada per Daredevil, Jessica Jones, Luke Cage i Iron Fist.

### Videojocs
- Els defenders apareixen a Marvel Avengers Academy, un grup format per Colleen Wing, Daredevil, Hellcat, Iron Fist, Jessica Jones, Luke Cage i Misty Knight.
- Els defenders apareixen a Marvel Ultimate Alliance 3: The Black Order, un grup format per Daredevil, Luke Cage, Iron Fist i Elektra com a personatges jugables i Jessica Jones com a personatge no jugable.

### Homenatge
L'episodi de Justice League "The Terror Beyond" presenta el Doctor Fate, Aquaman, Solomon Grundy i Hawkgirl unint-se per lluitar contra la deïtat d'una altra dimensió Icthulhu. Segons el desenvolupador de la sèrie Bruce Timm, l'equip és un homenatge als defenders, amb cada membre relacionat a un personatge de Marvel (Doctor Fate/Doctor Strange, Aquaman/ Namor, Solomon Grundy/Hulk i Hawkgirl/Nighthawk).